# سلوهی
سلوهی (به چکی: Sluhy) یک منطقهٔ مسکونی در جمهوری چک است که در ناحیه پراگ-شرق واقع شده‌است. سلوهی ۴٫۵۶ کیلومتر مربع مساحت و ۶۹۵ نفر جمعیت دارد و ۱۸۴ متر بالاتر از سطح دریا واقع شده‌است.